# 姫路市埋蔵文化財センター
姫路市埋蔵文化財センター（ひめじしまいぞうぶんかざいセンター）は、兵庫県姫路市にある埋蔵文化財センターである。

## 概要
「播磨国分寺跡」、「姫路城跡」など姫路市内の約1200ヶ所の遺跡の埋蔵文化財を調査・研究し、出土遺物等を整理・保存展示公開・文化情報の発信を主たる目的として開設された。当施設背後の宮山には、垂飾付耳飾・銀錯貼金環頭大刀などが出土した県指定史跡の「宮山古墳」があり、通路でアクセスできる。

## 主な所蔵品

### 文化財

#### 国指定重要文化財
- 兵庫県宮山古墳出土品 一括 - 1998年（平成10年）6月30日指定[4]。

#### 県指定文化財
- 法花堂2号墳出土品 小札鋲留衝角付冑 - 1987年（昭和62年）3月24日指定[5]。

#### 市指定文化財
- 山崎山古墳出土遺物 一括 - 1973年（昭和48年）4月6日指定[6]。
- 鶏形はにわ(頭頚部)附白国宮山古墳出土品 1個 - 1973年（昭和48年）4月6日指定、平成23年2月12日追加指定[7]。
- 御旅山3号墳出土品 一括 - 1973年（昭和48年）4月6日指定[8]。
- 名古山弥生遺跡出土遺物 一括 - 1973年（昭和48年）4月6日指定[9]。
- 片山古墳出土品 12点 - 1977年（昭和52年）9月16日指定[10]。
- 極楽寺瓦経 51点 - 1999年（平成11年）3月3日指定[11]。
- 今宿丁田遺跡出土品銅鐸鋳型片 1個 - 1999年（平成11年）3月3日指定[12]。
- 大井川第6地点出土品 一括 - 1999年（平成11年）3月3日指定[13]。
- 宮山経塚出土品附御旅山1号墳出土変形四獣鏡 一括 - 2009年（平成21年）2月24日指定[14]。
- 甲山経塚出土品附荒神社出土泥塔 一括 - 2010年（平成22年）3月29日指定[15]。

## 利用情報
- 閉館日 - 月曜日、祝日の翌日、年末年始
- 入館料 - 無料
- 開館時間 - 10：00～17：00

## アクセス
- 電車 - JR山陽本線「御着駅」下車、徒歩約25分
- バス - 神姫バス「坂元」下車、徒歩約3分
- 車 - 姫路バイパス「姫路東インター」から北へ約5分、(駐車場：普通車41台、バス2台)

## 周辺の遺跡
- 国指定史跡 播磨国分寺跡
- 国指定史跡 壇場山古墳
- 県指定史跡 宮山古墳
- 県指定史跡 見野古墳群
- 御着城跡